# Francis Thompson
Francis Thompson (Preston, 1859 – Londra, 1907) è stato un poeta inglese.
Dopo aver tentato senza successo la carriera ecclesiastica e quella medica, nel 1885 si recò a Londra, dove fu notevolmente sovvezionato dall'editore Wilfrid Meynell. Nel 1892 si ritirò in convento e conobbe Coventry Patmore, che lo convinse ad intraprendere la strada letteraria.

## Opere
- Poems (1893)
- New poems (1897)
- Health and holiness (1905)

## Traduzioni italiane
- Il Segugio del cielo e altre poesie, a cura di Maura Del Serra, Pistoia, Editrice C.R.T., 2000